# Ria Tobing
Ria Tobing (ur. w 1938, zm. w 2017) – indonezyjska pływaczka.
Brała udział w igrzyskach olimpijskich w 1956 (Melbourne), na których startowała w jednej konkurencji. Wystąpiła 29 listopada w eliminacjach wyścigu na 200 metrów stylem klasycznym. W swoim wyścigu eliminacyjnym, zajęła ostatnie, ósme miejsce z czasem 3:14,2 (odpadła w tychże). Spośród 14 zawodniczek, które startowały w eliminacjach, Tobing uzyskała najgorszy czas.